# Großer Gosaugletscher
Großer Gosaugletscher är en glaciär i Österrike.   Den ligger i förbundslandet Oberösterreich, i den centrala delen av landet, 220 km väster om huvudstaden Wien. Großer Gosaugletscher ligger 2 518 meter över havet.
Terrängen runt Großer Gosaugletscher är bergig norrut, men söderut är den kuperad. Großer Gosaugletscher ligger uppe på en höjd. Närmaste större samhälle är Schladming, 12,0 km sydost om Großer Gosaugletscher. 
Trakten runt Großer Gosaugletscher består i huvudsak av gräsmarker. Runt Großer Gosaugletscher är det ganska glesbefolkat, med 25 invånare per kvadratkilometer.